# Henri Étiévant
Pour les articles homonymes, voir Étiévan, Étiévant et Estival (homonymie).
Henri Gaston Étiévan-Estival dit Henri Étiévant, né le 13 mars 1870 à Paris 18e et mort le 9 août 1953 à Paris 11e, est un réalisateur et acteur français.

## Biographie
Il est le fils du journaliste et dramaturge Alfred Etiévant chevalier de la Légion d'Honneur (1845-1907) et le père de la comédienne Yvette Etiévan-Estival dite Yvette Étiévant (1922-2003).
Henri Étiévant a mené très tôt une double carrière d'acteur et de réalisateur.
Il est inhumé au cimetière de Chambray (Eure).

## Filmographie

### Comme acteur
- 1908 : L'Empreinte ou la Main rouge de Paul-Henry Burguet
- 1909 : Le Drame des Charmettes réalisateur inconnu
- 1909 : La Demoiselle de compagnie réalisateur inconnu
- 1909 : Jim Blackwood jockey de Georges Monca
- 1909 : La Mort du duc d'Enghien en 1804 d'Albert Capellani
- 1910 : Résurrection d'André Calmettes et Henri Desfontaines
- 1910 : Polyeucte de Camille de Morlhon
- 1910 : Le Voile du bonheur d'Albert Capellani
- 1910 : Le Spectre de l'autre réalisateur inconnu
- 1910 : Le Revenant de Georges Denola
- 1910 : La Vengeance de Louis XIII d'André Calmettes
- 1910 : La Bouteille de lait de Albert Capellani
- 1910 : Affaire d'honneur de Charles Decroix
- 1910 : Roi d'un jour d'André Calmettes
- 1910 : Le Stigmate de René Leprince
- 1911 : Robert Bruce, épisode des guerres de l'indépendance écossaise (ou Robert Bruce) d'Albert Capellani
- 1911 : Pour l'empereur d'André Calmettes et Henri Pouctal
- 1911 : Amour de page de Georges Denola
- 1911 : L'Usurpateur d'André Calmettes et Henri Pouctal
- 1911 : L'Homme au grand manteau de Georges Denola
- 1911 : Le Siège de Calais d'Henri Andréani
- 1911 : Les Aventures de Cyrano de Bergerac d'Albert Capellani
- 1911 : Le Roman d'une pauvre fille de Gérard Bourgeois
- 1911 : Le Cœur d'Yvonnette de Maurice Le Forestier
- 1911 : La Pipe d'opium de René Leprince
- 1911 : Décadence de André Calmettes et Henri Pouctal
- 1911 : Bonaparte et Pichegru (ou Bonaparte et Pichegru - 1804) de Georges Denola
- 1912 : Une intrigue à la cour d'Henri VIII de Camille de Morlhon
- 1912 : Les Millions de l'orpheline réalisateur inconnu
- 1912 : Le Page d'Henri Desfontaines
- 1912 : La Rose tentatrice réalisateur inconnu
- 1912 : L'Amour plus fort que la haine de René Leprince
- 1912 : La Mort du duc d'Enghien d'Albert Capellani
- 1912 : La Fièvre de l'or de René Leprince et Ferdinand Zecca
- 1912 : Les Mystères de Paris d'Albert Capellani
- 1912 : L'Affaire du collier de la reine de Camille de Morlhon
- 1912 : La Vengeance de Licinius de Georges Denola
- 1912 : Quentin Durward d'Adrien Caillard
- 1912 : Méprise fatale de Gérard Bourgeois
- 1912 : Le Fils prodigue de Camille de Morlhon
- 1912 : La Porteuse de pain de Georges Denola : Jacques Garaud
- 1912 : La Résurrection de Nick Winter de Paul Garbagni
- 1913 : Les Chemins de la destinée réalisateur inconnu
- 1913 : La Fille de Jephté d'Henri Andréani
- 1913 : Les Misérables - Époque 1: Jean Valjean d'Albert Capellani : Javert
- 1913 : Les Misérables - Époque 2: Fantine d'Albert Capellani : Javert
- 1913 : Les Misérables - Époque 3: Cosette d'Albert Capellani : Javert
- 1913 : Les Misérables - Époque 4: Cosette et Marius d'Albert Capellani : Javert
- 1913 : Le Petit Jacques de Georges Monca : Daniel Mortal
- 1913 : Don Quichotte de Camille de Morlhon : Don Fernand
- 1913 : Le Roman d'un jeune homme pauvre de Georges Denola : Monsieur Laroque
- 1913 : Plus fort que Sherlock Holmes (ou Nick Winter plus fort que Sherlock Holmes) de Paul Garbagni
- 1913 : L'Absent (De afwezige) de Albert Capellani : Dries Schoonejans
- 1913 : La Rançon du justicier (La vendetta del giusto) d'Henri Étiévant
- 1914 : Leiden eines Doppelgängers d'Henri Étiévant
- 1925 : La Blessure (ou Les Ailes brûlées) de Marco de Gastyne
- 1926 : La Fin de Monte-Carlo d'Henri Étiévant et Mario Nalpas
- 1926 : La Châtelaine du Liban de Marco de Gastyne
- 1931 : La Bande à Bouboule de Léon Mathot : Inspecteur Richard
- 1932 : La foule hurle de John Daumery et Howard Hawks : M.. Greer
- 1932 : Un coup de téléphone de Georges Lacombe : Octave
- 1935 : Golgotha de Julien Duvivier (non crédité)
- 1937 : L'Homme du jour de Julien Duvivier

### Comme réalisateur
- 1911 : La Fin d'un joueur
- 1913 : Les Décrets de la providence (I decreti della provvidenza)
- 1913 : La Rançon du justicier (La vendetta del giusto)
- 1913 : Le Mystère de la rue de Nice (Il delitto della via di Nizza)
- 1913 : La Rançon du justicier (La vendetta del giusto)
- 1914 : Leiden eines Doppelgängers d'Henri Étiévant
- 1914 : L'Île de la vengeance (L'isola della vendetta)
- 1914 : Le Rubis de la destinée (Il rubino del destino)
- 1914 : Zweite Tür links
- 1914 : Pauline
- 1914 : Weib gegen Weib
- 1914 : Die beiden Rivalen
- 1920 : Neuf
- 1921 : La Fille de Camargue
- 1921 : Crépuscule d’épouvante
- 1921 : Cœur de titi
- 1921 : La Pocharde
- 1922 : La Fille sauvage
- 1923 : La Neige sur les pas
- 1924 : Le Réveil de Maddalone (Les Cinquante ans de Don Juan)
- 1924 : La Nuit de la revanche
- 1924 : Kithnou
- 1926 : La Fin de Monte-Carlo (co-réalisé avec Mario Nalpas)
- 1927 : La Sirène des Tropiques
- 1928 : La Symphonie pathétique
- 1929 : Fécondité

## Théâtre
- Roule ta bosse de Jules Mary et Émile Rochard, théâtre de l'Ambigu
- 1903 : Le Roman de Françoise de Louis Leloir, théâtre de l'Ambigu
- 1905 : La Grande Famille d'Alexandre Arquillière, théâtre de l'Ambigu
- 1909 : Nick Carter Détective d'Alexandre Bisson, théâtre de l'Ambigu
- 1910 : Le Train de 8 heures 47 de Georges Courteline, théâtre de l'Ambigu
- 1912 : Le Mystère de la chambre jaune de Gaston Leroux, théâtre de l'Ambigu
- 1912 : Le Coquelicot de Jean-Joseph Renaud, théâtre de l'Ambigu